# Општина Криштиору де Жос (Бихор)
Криштиору де Жос (рум. Criștioru de Jos) општина је у Румунији у округу Бихор.
Oпштина се налази на надморској висини од 583 m.